# Całka Lebesgue’a
Całka Lebesgue’a – konstrukcja matematyczna rozszerzająca pojęcie całki Riemanna na szerszą klasę funkcji, wprowadzona w 1902 r. przez francuskiego matematyka Henriego Lebesgue’a. Rozszerzenie dotyczy także dziedziny, na której mogą być określone funkcje podcałkowe.
Sam Lebesgue tak porównywał swoją definicję z klasyczną całką Riemanna:
Wyobraźcie sobie, że należy zapłacić pewną sumę. Można w tym celu wyciągać pieniądze z portmonetki po kolei, aby uzbierać potrzebną kwotę. To całka Riemanna. Można też wyjąć wszystkie monety naraz, posegregować je według wartości i dopiero teraz zapłacić kilkoma monetami. To moja całka.
Wyjaśnić można to następująco: w metodzie Riemanna przebiega się dziedzinę funkcji i mierzy „wysokość” wykresu po kolei w każdym miejscu, podczas gdy metoda Lebesgue’a bierze pod uwagę najpierw zbiór wartości funkcji i stosownie do tego wybiera kawałki dziedziny.
Jeżeli dla danej funkcji istnieje całka Riemanna, to jest ona równa całce Lebesgue’a tej funkcji. Zasadnicza przewaga całki Lebesgue’a polega na tym, że współgra z pojęciem granicy punktowej ciągu funkcji i w opisie matematycznym można zamieniać kolejność operacji liczenia całki i granicy (nie jest to zawsze możliwe w przypadku całki Riemanna). Obecnie całka Lebesgue’a jest jednym z podstawowych narzędzi współczesnej matematyki i nauk ją wykorzystujących.
Całka Riemanna jest konstrukcją związaną nierozerwalnie z przestrzeniami euklidesowymi; uogólnienie Lebesgue’a umożliwia całkowanie funkcji określonych na ogólniejszych przestrzeniach z miarą. Niżej naszkicowane podejście jest jednym z wielu możliwych.

## Wprowadzenie

Konstrukcja zbiorów A_{i}; liczby c_{i} leżą na wysokości czerwonych odcinków

Całka Riemanna jest związana z miarą Jordana, która jest tylko skończenie addytywną funkcją zbioru. Innymi słowy zakłada się, że miara sumy skończonej liczby zbiorów rozłącznych jest równa sumie miar poszczególnych zbiorów. Jednym z podstawowych kroków na drodze ku rozszerzeniu pojęcia całki Riemanna na funkcje typu funkcji Dirichleta było zastąpienie miary Jordana miarą Lebesgue’a, która jest już przeliczalnie addytywna, tzn. taka, że własność sumowania zachodzi także dla nieskończonej ilości zbiorów rozłącznych (zgodnie z tą obserwacją generalizacji uległo także ogólne pojęcie miary).
Definicja całki związanej z miarą Lebesgue’a wymaga zmiany spojrzenia na proces mierzenia obszaru. W definicji całki Riemanna dziedzina funkcji jest dzielona na krótkie przedziały. Tymczasem przy obliczaniu całki Lebesgue’a to nie dziedzina, ale przeciwdziedzina całkowanej funkcji jest dzielona na skończenie wiele przedziałów.
Dla ułatwienia opisu założone zostanie, iż przeciwdziedzina dodatniej funkcji {\displaystyle f} jest zawarta w przedziale {\displaystyle [0,b].} Aby znaleźć przybliżenie wartości pola obszaru pod wykresem funkcji {\displaystyle f,} należy podzielić przedział {\displaystyle [0,b]} na rozłączne podprzedziały o końcach w punktach {\displaystyle 0=a_{0}<a_{1}<\dots <a_{n}<a_{n+1}=b.}
Jeżeli przyjąć {\displaystyle A_{i}=f^{-1}{\big (}(a_{i},a_{i+1}]{\big )}} (por. rysunek) i wybrać liczby {\displaystyle c_{i}\in (a_{i},a_{i+1})} (na rysunku liczby te znajdują się na wysokości czerwonych odcinków), to każdy z obszarów {\displaystyle A_{i}\times [0,c_{i}]} ma pole, które równe jest mierze {\displaystyle |A_{i}|} zbioru {\displaystyle A_{i}} pomnożonej przez {\displaystyle c_{i}.} Otrzymane w ten sposób obszary są parami rozłączne, można zatem oczekiwać, że suma ich pól będzie dobrym przybliżeniem do pola obszaru pod funkcją {\displaystyle f} – tym lepszym, im drobniejszy był początkowy podział zbioru wartości za pomocą liczb {\displaystyle a_{i}.} Ściśle podejście to realizuje się poprzez przybliżanie zadanej funkcji funkcjami prostymi, czyli takimi, które mają tylko skończenie wiele wartości przyjmowanych na mierzalnych podzbiorach dziedziny.

## Konstrukcja

### Oznaczenia
Dalej stosowana będzie następująca konwencja skracająca zapis: symbole
{\displaystyle f=g,\;f\leqslant g,\;f<g,\;f>g,\;f\geqslant g}
oznaczać będą odpowiednie relacje, tzn.
{\displaystyle f(x)=g(x),\;f(x)\leqslant g(x),\;f(x)<g(x),\;f(x)>g(x),\;f(x)\geqslant g(x)}
dla wszystkich elementów {\displaystyle x} należących do ustalonego zbioru lub też całej dziedziny, jeśli nie zostanie zaznaczone inaczej. Podobnie będzie miała się rzecz z funkcjami {\displaystyle \max ,\min } (minimum i maksimum) i im podobnymi.
Całkę Lebesgue’a wprowadza się zwykle wraz z miarą Lebesgue’a {\displaystyle \lambda } jako uogólnienie całki Riemanna w przestrzeniach euklidesowych. Jednak wybór miary zależy od zastosowań, sama zaś konstrukcja obowiązuje dla szerszej klasy przestrzeni. Z tego powodu wszędzie, gdzie będzie to można zrobić bez szkody dla jasności wywodu oznaczenie miary {\displaystyle \mu } przy całce, tzn. {\displaystyle \operatorname {d} \mu ,} będzie konsekwentnie pomijane:
{\displaystyle \int f\;\operatorname {d} \mu \ {\overset {\underset {\mathrm {ozn} }{\ }}{=}}\int f,}
co wydatnie wpłynie na przejrzystość wzorów. Na podobnej zasadzie opuszczane będzie też wskazanie miary {\displaystyle \mu } przy mierzalności zbiorów, czy funkcji (zob. niżej).

### Funkcje mierzalne
Niech dana będzie przestrzeń z miarą {\displaystyle (X,{\mathcal {F}},\mu ).} Elementy σ-ciała {\displaystyle {\mathcal {F}}} określonego na przestrzeni {\displaystyle X} nazywa się zbiorami {\displaystyle \mu }-mierzalnymi względem {\displaystyle {\mathcal {F}}.}

Funkcja {\displaystyle f\colon X\to \mathbb {R} } jest {\displaystyle \mu }-mierzalna, jeśli {\displaystyle \mu }-mierzalny jest przeciwobraz przedziału {\displaystyle (-\infty ,a),} dla dowolnego {\displaystyle a\in \mathbb {R} ..} Wówczas także mierzalne są przeciwobrazy dowolnych zbiorów borelowskich.
Zbiór funkcji mierzalnych jest zamknięty ze względu na działania algebraiczne. W szczególności jeżeli mierzalne są funkcje {\displaystyle f,g,} to mierzalne są także suma, różnica, iloczyn oraz iloraz tych funkcji, tj.
{\displaystyle f\pm g,\;fg} oraz {\displaystyle f/g} (w ostatnim przypadku: iloraz określony tam, gdzie ma to sens).
Ponadto mierzalne są funkcje:
{\displaystyle |f|,\;\max(f,g),\;\min(f,g)}
oraz
{\displaystyle f^{+}:=\max(f,0),}
{\displaystyle f^{-}:=\max(-f,0),}
nazywane odpowiednio częścią dodatnią oraz ujemną funkcji {\displaystyle f} (moduł, części dodatnia i ujemna są funkcjami nieujemnymi). Wprost z definicji wynika, że:
{\displaystyle f=f^{+}-f^{-}} oraz {\displaystyle |f|=f^{+}+f^{-}.}
Zbiór funkcji mierzalnych jest zamknięty ze względu na branie granic punktowych, tzn. jeżeli mierzalne są funkcje należące do ciągu {\displaystyle (f_{n})_{n\in \mathbb {N} },} to mierzalne są również funkcje
{\displaystyle \sup f_{n},\;\inf f_{n},\;\limsup f_{n},\;\liminf f_{n}.}

### Funkcje proste
Funkcję {\displaystyle f} nazywa się prostą, jeżeli jej obraz jest zbiorem skończonym, zaś każda jej wartość {\displaystyle c_{i}} przyjmowana jest na pewnym zbiorze mierzalnym {\displaystyle A_{i},} tzn. {\displaystyle A_{i}=f^{-1}(c_{i})\in {\mathcal {F}}} dla {\displaystyle i=1,\dots ,n.} Innymi słowy funkcję {\displaystyle f} nazywa się prostą, jeżeli można przedstawić ją w postaci skończonej kombinacji liniowej funkcji charakterystycznych (indykatorów) zbiorów mierzalnych:
{\displaystyle f=\sum _{i=1}^{n}a_{i}\chi _{A_{i}}}
dla pewnych wartości {\displaystyle a_{1},a_{2},\dots ,a_{n}} oraz zbiorów {\displaystyle A_{1},A_{2},\dots ,A_{n}\in {\mathcal {F}}.}

### Całka Lebesgue’a
Konstrukcja całki Lebesgue’a polega na stopniowym komplikowaniu klasy funkcji całkowalnych poczynając od najprostszych.
Funkcje charakterystyczne
Jedyną rozsądną możliwością przypisania wartości całce z funkcji charakterystycznej {\displaystyle \chi _{A}} zbioru mierzalnego {\displaystyle A} jest miara tego zbioru:
{\displaystyle \int \chi _{A}\;\operatorname {d} \mu :=\mu (A).}
Wynik może być równy {\displaystyle +\infty ,} o ile {\displaystyle \mu } nie jest miarą skończoną.
Funkcje proste
Jeżeli {\displaystyle f} jest nieujemną funkcją prostą (kombinacją liniową funkcji charakterystycznych), to całkę Lebesgue’a tej funkcji definiuje się wzorem
{\displaystyle \int f\;\operatorname {=} \int \sum _{i=1}^{n}a_{i}\chi _{A_{i}}:=\sum _{i=1}^{n}a_{i}\int \chi _{A_{i}}=\sum _{i=1}^{n}a_{i}\mu (A_{i}).}
Całkę Lebesgue’a z dowolnej funkcji prostej {\displaystyle g} definiuje się jako
{\displaystyle \int g:=\int g^{+}-\int g^{-}.}
o ile skończona jest przynajmniej jedna z odejmowanych tu całek. Funkcja {\displaystyle g} jest całkowalna, jeśli obie te całki są skończone.
Funkcje mierzalne
Całkę Lebesgue’a nieujemnej funkcji mierzalnej {\displaystyle g} określa się jako
{\displaystyle \int g:=\sup {\Bigg \{}\int f\colon f} jest nieujemną funkcją prostą taką, że {\displaystyle f\leqslant g{\Bigg \}}.}
Definicja całki Lebesgue’a z funkcji mierzalnej {\displaystyle h} nie różni się wiele od definicji całki z dowolnej funkcji prostej:
{\displaystyle \int h:=\int h^{+}-\int h^{-},}
gdy skończona jest przynajmniej jedna z odejmowanych tu całek. Podobnie jak wyżej {\displaystyle h} jest całkowalna, gdy obie te całki są skończone.
Zbiory mierzalne
Całkę z funkcji mierzalnej {\displaystyle f} na zbiorze mierzalnym {\displaystyle E\in {\mathcal {F}}} określa się jako
{\displaystyle \int \limits _{E}f:=\int f\chi _{E},}
gdzie {\displaystyle \chi _{E}} oznacza funkcję charakterystyczną zbioru {\displaystyle E.}

## Własności i podstawowe twierdzenia
Niech dana będzie przestrzeń z miarą {\displaystyle (X,{\mathcal {F}},\mu ),} zaś {\displaystyle f,g,f_{0},f_{1},f_{2},\dots \colon X\to \mathbb {R} .}
Całka Lebesgue „nie odróżnia” funkcji różniących się na zbiorach miary {\displaystyle \mu } zero. Precyzyjniej: funkcje {\displaystyle f} i {\displaystyle g} są sobie równe prawie wszędzie (p.w.), jeżeli
{\displaystyle \mu {\Big (}{\big \{}x\in X\colon f(x)\neq g(x){\big \}}{\Big )}=0.}
Dlatego jeśli {\displaystyle f,g} są nieujemnymi funkcjami mierzalnymi (przyjmującymi być może nieskończoność) takimi, że {\displaystyle f=g} prawie wszędzie, to
{\displaystyle \int f=\int g.}
Jeżeli {\displaystyle f,g} są równe sobie prawie wszędzie, to funkcja {\displaystyle f} jest całkowalna wtedy i tylko wtedy, gdy całkowalna jest funkcja {\displaystyle g,} a ich całki są sobie równe.
Do najprostszych własności całki Lebesgue’a można zaliczyć poniższe:
- jeżeli {\displaystyle f} jest mierzalna i równa zero poza zbiorem miary zerowej, to jest ona całkowalna oraz
{\displaystyle \int f=0;}
- jeśli {\displaystyle f} jest mierzalna i ograniczona na {\displaystyle E} oraz {\displaystyle \mu (E)<\infty ,} to {\displaystyle f} jest całkowalna na {\displaystyle E;} dodatkowo jeżeli {\displaystyle f(E)\subseteq [a,b],} to
{\displaystyle a\mu (E)\leqslant \int \limits _{E}f\leqslant b\mu (E);}
- jeżeli {\displaystyle f} jest mierzalna, a {\displaystyle g} całkowalna, oraz {\displaystyle f<|g|} prawie wszędzie, to {\displaystyle f} także jest całkowalna; ponadto
{\displaystyle -\int g\leqslant \int f\leqslant \int g;}

Całka Lebesgue’a ma ponadto następujące ważne własności:
Liniowość
Jeśli {\displaystyle f,g} są całkowalne, to ich kombinacja liniowa {\displaystyle af+bg} również jest całkowalna dla dowolnych rzeczywistych {\displaystyle a,b,} przy czym
{\displaystyle \int (\alpha f+\beta g)=\alpha \int f+\beta \int g.}
Monotoniczność
Jeżeli {\displaystyle f,g} są całkowalne oraz {\displaystyle f\leqslant g,} to
{\displaystyle \int f\leqslant \int g.}
Twierdzenie Lebesgue’a o zbieżności monotonicznej
Niech {\displaystyle (f_{n})} będzie ciągiem nieujemnych funkcji mierzalnych takich, że {\displaystyle f_{n}\leqslant f_{n+1}} dla każdego {\displaystyle n\in \mathbb {N} .} Wówczas
{\displaystyle \lim _{n}\int f_{n}=\int \lim _{n}f_{n}.}
Uwaga: wartość dowolnej z powyższych całek może być nieskończona.
Lemat Fatou
Jeżeli {\displaystyle (f_{n})} jest ciągiem nieujemnych funkcji mierzalnych, to
{\displaystyle \int \liminf _{n}f_{n}\leqslant \liminf _{n}\int f_{n}.}
Raz jeszcze wartość dowolnej z całek może być nieskończona.
Twierdzenie Lebesgue’a o zbieżności ograniczonej
Jeżeli {\displaystyle (f_{n})} jest ciągiem zespolonych funkcji mierzalnych o granicy punktowej {\displaystyle f} i jeśli istnieje taka funkcja całkowalna {\displaystyle g,} że {\displaystyle |f_{n}|\leqslant g} dla każdego {\displaystyle n,} to {\displaystyle f} jest całkowalna oraz
{\displaystyle \lim _{n}\int f_{n}=\int f.}
Podstawowe twierdzenie rachunku całkowego na prostej
Jeżeli funkcja {\displaystyle f} jest całkowalna w sensie Lebesgue’a na przedziale {\displaystyle [a,b]} oraz funkcja {\displaystyle F\colon [a,b]\to \mathbb {R} } jest określona przez {\displaystyle F(x)=\int \limits _{a}^{x}f,} to {\displaystyle F} jest różniczkowalna prawie wszędzie, a jej pochodna jest prawie wszędzie (tzn. poza zbiorem miary zero) równa {\displaystyle f(x).} Na odwrót, jeżeli funkcja {\displaystyle F} jest różniczkowalna w przedziale {\displaystyle [a,b],} a jej pochodna {\displaystyle F'=f} jest ograniczona w przedziale {\displaystyle [a,b],} to {\displaystyle f} jest całkowalna w sensie Lebesgue’a i prawdziwy jest wzór
{\displaystyle F(x)-F(a)=\int \limits _{a}^{x}f.}

## Przykłady
Typowym przykładem przewagi całki Lebesgue’a nad całką Riemanna jest funkcja Dirichleta, tzn. funkcja charakterystyczna zbioru liczb wymiernych, czyli funkcja
{\displaystyle D(x)={\begin{cases}0&{\text{dla }}x\notin \mathbb {Q} ,\\1&{\text{dla }}x\in \mathbb {Q} .\end{cases}}}
Zbiór liczb wymiernych jest przeliczalny, poza nim zaś funkcja ta jest stale równa zeru. Dlatego naturalnym jest więc oczekiwanie, że całka tej funkcji („pole pod wykresem”) powinna być równa zeru, w szczególności powinna istnieć sama całka (możliwość „zmierzenia” wspomnianego pola).
Całkowanie Riemanna nie daje sensownego wyniku, w teorii Lebesgue’a jest to natomiast zwykła funkcja prosta, która przyjmuje tylko dwie wartości (0 i 1), tyle że w dość „nieregularny” sposób. Całka Lebesgue’a funkcji {\displaystyle D} wynosi
{\displaystyle \int D=0\cdot \lambda \left(\mathbb {R} \setminus \mathbb {Q} \right)+1\cdot \lambda (\mathbb {Q} )=0,}
gdyż miara zbioru liczb wymiernych wynosi zero (co wynika wprost z definicji miary i przeliczalności zbioru liczb wymiernych). W tym przypadku, wychodząc od zbioru wartości, podzielono dziedzinę tylko na dwie części, przy czym żadna z nich nie była odcinkiem.
Istnieją również funkcje niecałkowalne w sensie Lebesgue’a. Całka
{\displaystyle \int \limits _{0}^{1}\int \limits _{0}^{1}{\frac {x^{2}-y^{2}}{(x^{2}+y^{2})^{2}}}\,\mathrm {d} y\,\mathrm {d} x}
nie istnieje, czego można dowieść korzystając z twierdzenia Fubiniego.

## Porównanie z całką Riemanna

Przybliżenie całki Riemanna za pomocą sum dolnych (góra) oraz dla całki Lebesgue’a przybliżenie całkowanej funkcji za pomocą niemalejącego ciągu funkcji prostych (dół)

W przypadku całki Riemanna proces mierzenia tego pola jest oparty na dzieleniu dziedziny funkcji na przedziały. Podczas gdy metoda ta działa bardzo dobrze dla funkcji ciągłych, to funkcje których zbiór punktów nieciągłości nie jest miary zero, nie są całkowalne w sensie Riemanna. Co więcej, wśród tych niecałkowalnych znajdują się funkcje dość proste i często spotykane, a możliwość ich całkowania (włączenia do teorii całki) jest istotna zarówno dla teoretyków, jak i dla zastosowań.
Na rysunku obok pokazano poglądowe porównanie całek Riemanna i Lebesgue’a. W całce Riemanna podział na prostokąty pola pod wykresem jest z grubsza „dowolny”: dziedzinę dzieli się na drobne kawałki, w każdym „kawałku” wybiera pewną wysokość prostokąta (wysokością jest dowolna wartość funkcji na tym kawałku).
Typowym wyborem w praktyce jest podział równomierny na osi {\displaystyle x,} jak przedstawiono na górnym rysunku obok. W całce Lebesgue’a przybliża się daną funkcję niemalejącym ciągiem funkcji prostych. Jest to typowy sposób realizacji supremum użytego w jej definicji. Chociaż graficznie wygląda to na pierwszy rzut oka podobnie, to należy zauważyć, że podział na prostokąty jest „sterowany” zbiorem wartości funkcji prostej. Co więcej, wspomniane funkcje proste można wybierać dość dowolnie; typowy wybór w praktyce opiera się na analizie (podziale) zbioru wartości danej funkcji podcałkowej, tak jak to opisano to wcześniej. Skutkuje to podziałem dziedziny na kawałki, które nie są już koniecznie tylko odcinkami: jeden „kawałek” może być np. sumą kilku odcinków (na rysunku obok sumy takie zaznaczono wspólnym kolorem prostokąta). W ogólności, dla mniej regularnych funkcji taki „kawałek” może mieć bardzo skomplikowaną postać i aby go „zmierzyć” wprowadza się miarę Lebesgue’a.
Jeżeli funkcja podcałkowa jest dostatecznie regularna, np. ciągła, obie definicje dadzą ten sam rezultat. W przypadku mniej regularnych funkcji całka Riemanna może w ogóle nie istnieć (zob. powyższy przykład).
Wszystkie wzory na całkowanie funkcji podstawowych w sensie Riemmana przenoszą się na odpowiednie wzory dla całki w sensie Lebesgue’a. Obowiązuje również twierdzenie Fubiniego mówiące o możliwości zamiany całki podwójnej na iterowaną oraz zmianie kolejności obliczania tych całek. Jednak najważniejsze cechy całki Lebesgue’a są związane ze zgodnością pojęcia całki i granicy punktowej ciągu funkcji. Mówiąc najogólniej, przy odpowiednich warunkach całka z granicy ciągu funkcji jest równa granicy ciągu całek tych funkcji. Innymi słowy można zamieniać kolejność liczenia granicy ciągu i całki funkcji. Odpowiednie własności są ujęte precyzyjnie w następujących twierdzeniach:
- twierdzenie Lebesgue’a o zbieżności monotonicznej,
- twierdzenie Lebesgue’a o zbieżności ograniczonej,
- lemat Fatou.

Żadne z tych twierdzeń nie może być sformułowane w podobnie prosty sposób dla całki Riemanna, gdyż granica ciągu funkcji („regularnych”, prostych) może w ogóle nie być całkowalna w sensie Riemanna. To właśnie przede wszystkim ta zasadnicza różnica przyczyniła się do sukcesu pozornie bardziej skomplikowanej i odchodzącej od intuicyjnego pojęcia pola teorii Lebesgue’a.

## Alternatywne sformułowania
Całkę względem miary Lebesgue’a można określić nie odwołując się do całej skomplikowanej maszynerii teorii miary; jednym z takich podejść jest tzw. całka Daniella.
Istnieje również podejście do teorii całkowania poprzez metody analizy funkcjonalnej. Całka Riemanna istnieje dla dowolnej funkcji ciągłej {\displaystyle f} o zwartym nośniku określonej na {\displaystyle \mathbb {R} ^{n}} (lub ustalonym otwartym podzbiorze takiej przestrzeni). Całki ogólniejszych funkcji mogą być skonstruowane za pomocą wspomnianych całek. Otóż niech {\displaystyle \mathrm {C} _{c}} będzie przestrzenią wszystkich funkcji o wartościach rzeczywistych zmiennej rzeczywistej o zwartym nośniku. Definiuje się wówczas normę na {\displaystyle \mathrm {C} _{c}} wzorem
{\displaystyle \|f\|=\int {\big |}f(x){\big |}\operatorname {d} x.}
Wówczas {\displaystyle \mathrm {C} _{c}} staje się unormowaną przestrzenią liniową (w szczególności jest to przestrzeń metryczna). Wszystkie przestrzenie metryczne mają uzupełnienia Hausdorffa; niech {\displaystyle \operatorname {L} ^{1}} będzie takim uzupełnieniem. Przestrzeń ta jest izomorficzna z przestrzenią ilorazową funkcji całkowalnych w sensie Lebesgue’a przez podprzestrzeń funkcji o zerowej całce. Co więcej całka {\displaystyle \int } Riemanna jest funkcjonałem jednostajnie ciągłym względem normy na {\displaystyle \mathrm {C} _{c},} która jest gęsta w {\displaystyle \operatorname {L} ^{1}.} Stąd {\displaystyle \int } ma dokładnie jedno rozszerzenie na całą przestrzeń {\displaystyle \operatorname {L} ^{1}.} Całka ta jest właśnie całką Lebesgue’a.
Podejście powyższe może być uogólnione; może ono służyć konstrukcji całki względem miary Radona na przestrzeniach lokalnie zwartych. Stosuje je m.in. Bourbaki (2004) (zob. miary Radona na przestrzeniach lokalnie zwartych).